# Ancalagon
Ancalagon "den svarte" är en av Tolkiens skapelser.
Ancalagon var en flygande och eldsprutande drake och anses vara den mäktigaste av alla drakar. Han som alla andra drakar härstammar ur Melkors första drake Glaurung. 
Han dräptes av Eärendil i Vredens krig och föll på Thangorodrims torn och de bröts då ned.